# 645かがわ
645かがわ（ろく・よん・ご・かがわ）はNHK高松放送局で放送されていた『NHKニュース』のローカルニュース番組。香川県内のニュースや気象情報を放送していた。

## 放送時間
- 土日祝日 18:45 - 19:00

## タイムテーブル
- 18:45〜18:53 - オープニングと香川県内のニュース、大相撲期間中は香川県出身力士の勝敗結果も放送
- 18:53〜18:55 - 東京から全国の気象情報
- 18:55〜18:58.55 - 県内の気象情報・周辺海域の海上予報など

※ただし、地上デジタル放送のEPG上の放送時間は、19:00までとなっていた。

## キャスター
- 西山香子

## 事実上の終了
- NHKの受信料見直しなどによる合理化の一環からか、2012年4月1日限りで定時放送が事実上終了した。同年4月8日以降土曜・日曜・祝日は松山から四国ブロックのニュース・気象情報を放送するようになっている。ただし、香川県内で土日などに大雨や台風などの自然災害が発生している場合や、オリンピック放送などに伴う特別編成により『ゆう6かがわ』が休止となる平日には当番組が放送される。
- その後、2022年4月から土曜・日曜の地域情報発信の強化策としてかつて当番組を放送していた時間帯で『ゆう6かがわサタデー・サンデー』が開始され、週末の香川県域ニュースの定時放送が10年ぶりに復活した。

## 関連番組
- ゆう6かがわ
- 845かがわ（2022年4月1日放送終了）